# Роб Вудгаус
Роб Вудгаус (англ. Rob Woodhouse, 23 червня 1966) — австралійський плавець.
Призер Олімпійських Ігор 1984 року, учасник 1988 року.
Призер Пантихоокеанського чемпіонату з плавання 1985, 1987 років.
Призер Ігор Співдружності 1986, 1990 років.
Переможець літньої Універсіади 1987 року, призер 1985 року.